# Fenes
Fenes település Romániában, Erdélyben, Fehér megyében.

## Fekvése
Gyulafehérvártól nyugatra, az Erdélyi-érchegység alatt, az Ompoly mellett, Ompolygalac és Ompolygyepű között fekvő település.

## Története
Fenes Árpád-kori település. Nevét 1271-ben Onpoy terra néven említette először oklevél, valószínű az itt átfolyó hasonló nevű (Ompoly) patak után.
1276-ban Fylesd, 1299-ben Ompay, Fylesd néven írták.
Ompoly patak melletti Fylesd (Fülesd) egykor a gyulafehérvári káptalan Ompolyvölgyi uradalmához tartozott.
1276-ban a tatárjárás után a káptalan átadta a fülesdi erdőben levő és később Szentmihálykő-nek nevezett hegyet vár építésére Péter erdélyi püspöknek. Majd 1276 után IV. László király adott engedélyt arra, hogy a püspöki földektől elkülönített Fylesd és Enud (Felenyed) nevű birtokok határára 60 román háznépet telepítsen adómentesen. Azonban az uradalomba telepített románok összetűzésbe kerültek Szentmihálykő várnagyával, megölve annak fivérét Kormos Pétert is, amiért a káptalan 3 kenéze 50 M vérdíjat és 5 M-t érő lovat adott a volt várnagynak Garmannak és fiának.
A település a Fülesdi uradalom legkorábbi faluja volt. 1677-től a település Fenes néven szerepel.
1650-ben Fülesd, illetve Fenes a zalatnai uradalomhoz tartozott.

## Hivatkozások

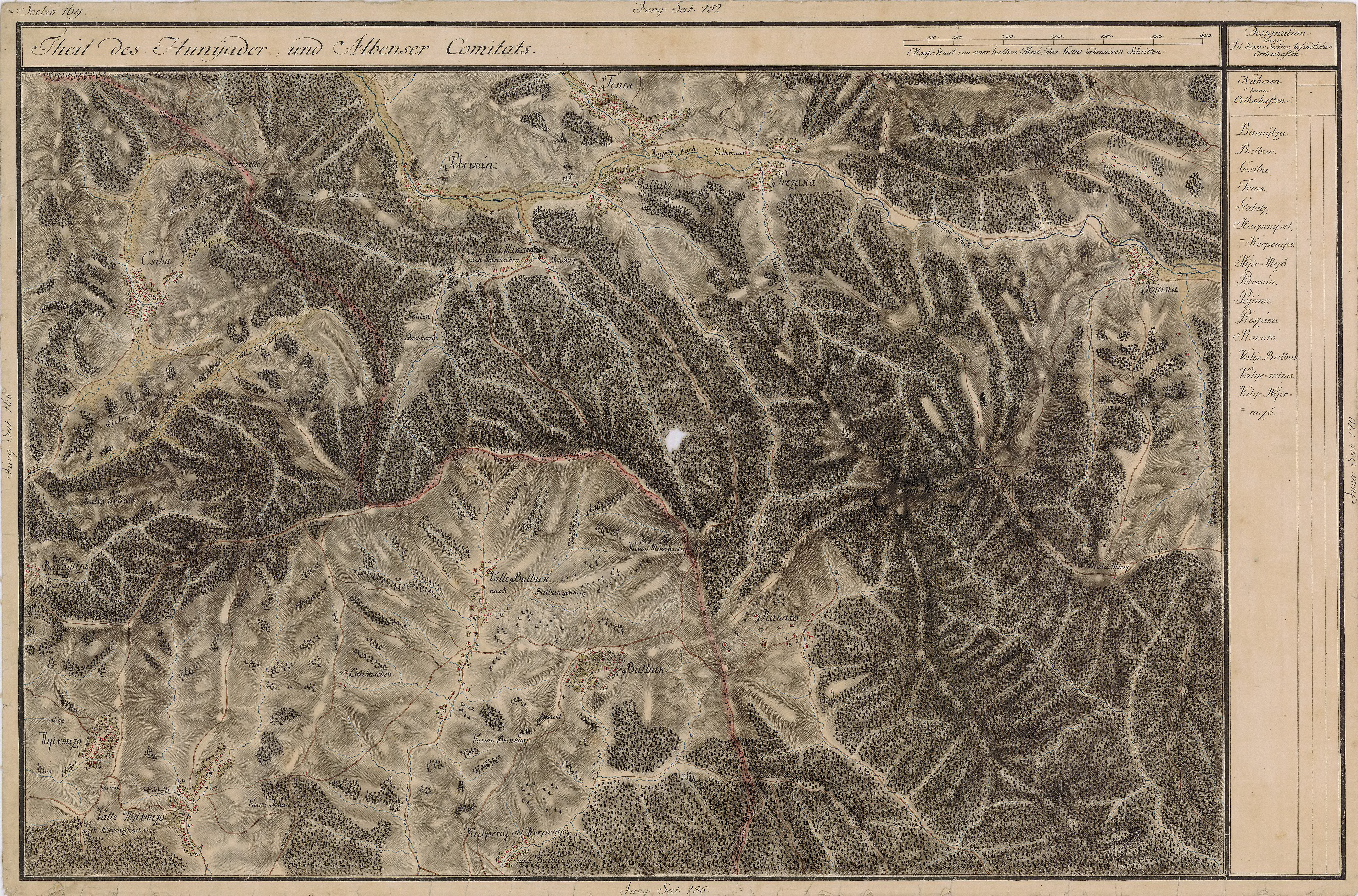
Fenes egy régi térképen